# Sticherus truncatus
Sticherus truncatus är en ormbunkeart som först beskrevs av Carl Ludwig Willdenow, och fick sitt nu gällande namn av Takenoshin Nakai. Sticherus truncatus ingår i släktet Sticherus och familjen Gleicheniaceae.

## Underarter
Arten delas in i följande underarter:
- S. t. bracteata
- S. t. celebica
- S. t. involuta
- S. t. plumaeformis